# Utrechtse Heuvelrug (regiune)

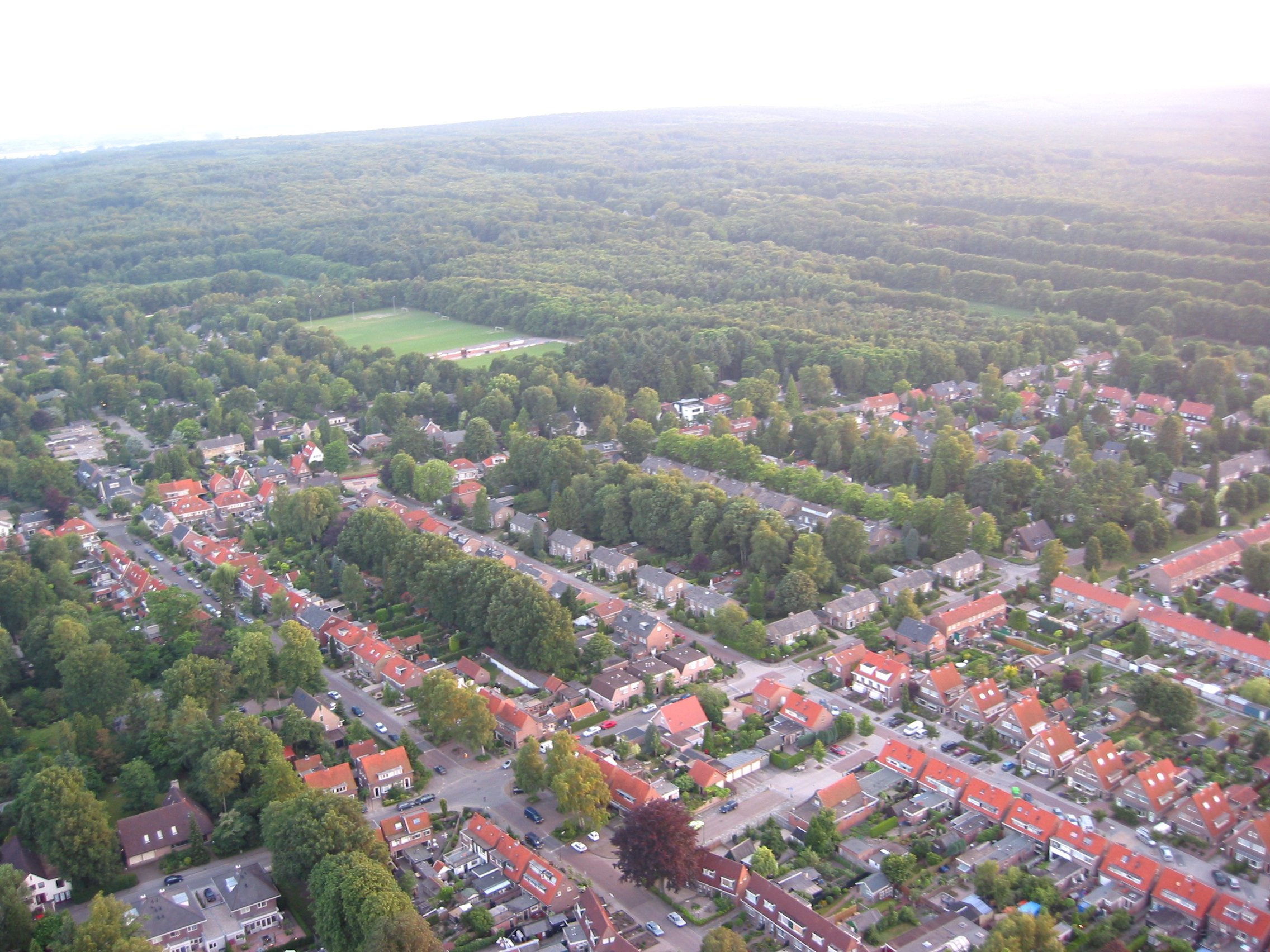
Regiunea Utrechtse Heuvelrug văzută de deasupra oraşului Veenendaal

Utrechtse Heuvelrug este o regiune dealuroasă și parc național în provincia Utrecht, din Olanda. 
Cel mai înalt deal din Utrechtse Heuvelrug are o înălțime de circa 100 de m.

## Localități în Utrechtse Heuvelrug
Aceste localități se află în Utrechtse Heuvelrug: 
- Doorn
- Leersum
- Maarn
- Driebergen
- Austerlitz
- Rhenen
- Amerongen
- Woudenberg

De la 1 ianuarie 2006, s-a creat municipalitatea Utrechtse Heuvelrug, care include următoarele localități: Amerongen, Doorn, Driebergen-Rijsenburg, Leersum și Maarn.

## Parcul Național Utrechtse Heuvelrug
În regiunea Utrechtse Heuvelrug, la 11 octombrie 2003, a fost organizat un parc național, având același nume, Utrechtse Heuvelrug, cu o suprafață de 6.000 de hectare.  

## Obiective turistice
- Piramide din Austerlitz, construită de Napoleon.
- Henschotermeer, un lac turistic.
- Castelul din Doorn[1], locul unde a locuit regele Wilhelm II.
- Grădină Zoologică din Rhenen, cea mai bună grădină zoologică din Olanda.
- Castelul din Zeist